# Erebiola butleri
Erebiola butleri är en fjärilsart som beskrevs av Richard William Fereday 1879. Erebiola butleri ingår i släktet Erebiola och familjen praktfjärilar. Inga underarter finns listade i Catalogue of Life.